# Alioramini
Alioramini es una tribu de dinosaurios terópodos tiranosáuridos que vivieron en el Cretácico Superior (hace aproximadamente 75 y 70 millones de años, en el Mastrichtiano), en Asia.

## Descripción
Los integrantes de esta tribu tenían características muy similares entre sí y peculiares comparados con otros tiranosauroideos, tenían un hocico largo y una anatomía de constitución ligera. El género Alioramus fue polémico por años, especulándose en varias ocasiones que en realidad fuera una forma juvenil del tiranosáurido Tarbosaurus, sin embargo, descubrimientos recientes del suroeste de China de un nuevo ejemplar llamado Qianzhousaurus llevó a nombrar una nueva rama de la familia Tyrannosauridae, consistente en Q. sinensis y las dos especies conocidas de Alioramus. Este clado, conocido como Alioramini, tiene una posición filogenética incierta con respecto a otros miembros de la familia de los tiranosáuridos.

## Géneros válidos
- Qianzhousaurus
- Alioramus